# Kanton Loiron-Ruillé
Loiron-Ruillé ( tot 2020 Kanton Loiron ) is een kanton van het Franse departement Mayenne. Het kanton maakt deel uit van het arrondissement Laval.
Het decreet van 5 maart 2020 heeft de naam van het kanton aangepast aan de gewijzigde naam van zijn hoofdplaats.

## Gemeenten
Het kanton Loiron omvatte de volgende 15 gemeenten:
- Beaulieu-sur-Oudon
- Le Bourgneuf-la-Forêt
- Bourgon
- La Brûlatte
- Le Genest-Saint-Isle
- La Gravelle
- Launay-Villiers
- Loiron (hoofdplaats)
- Montjean
- Olivet
- Port-Brillet
- Ruillé-le-Gravelais
- Saint-Cyr-le-Gravelais
- Saint-Ouën-des-Toits
- Saint-Pierre-la-Cour

Bij de herindeling van de kantons bij decreet van 21 februari 2014 werd het kanton niet gewijzigd, maar op 1 januari 2016 werden de gemeenten Loiron en Ruillé-le-Gravelais samengevoegd tot de fusiegemeente (commune nouvelle) Loiron-Ruillé.